# 맥마피아
《맥마피아》(영어: McMafia)는 영국의 텔레비전 드라마이다. 2018년 1월 1일 BBC One에서 처음 방송되었다.